# دیوتهم
دیوتهم (به سوئدی: Gudhem) یک منطقهٔ مسکونی در سوئد است که در بخش فالشوپینگ واقع شده‌است. دیوتهم ۰٫۳۴ کیلومتر مربع مساحت و ۴۲۷ نفر جمعیت دارد.